# Deuxième circonscription des Vosges

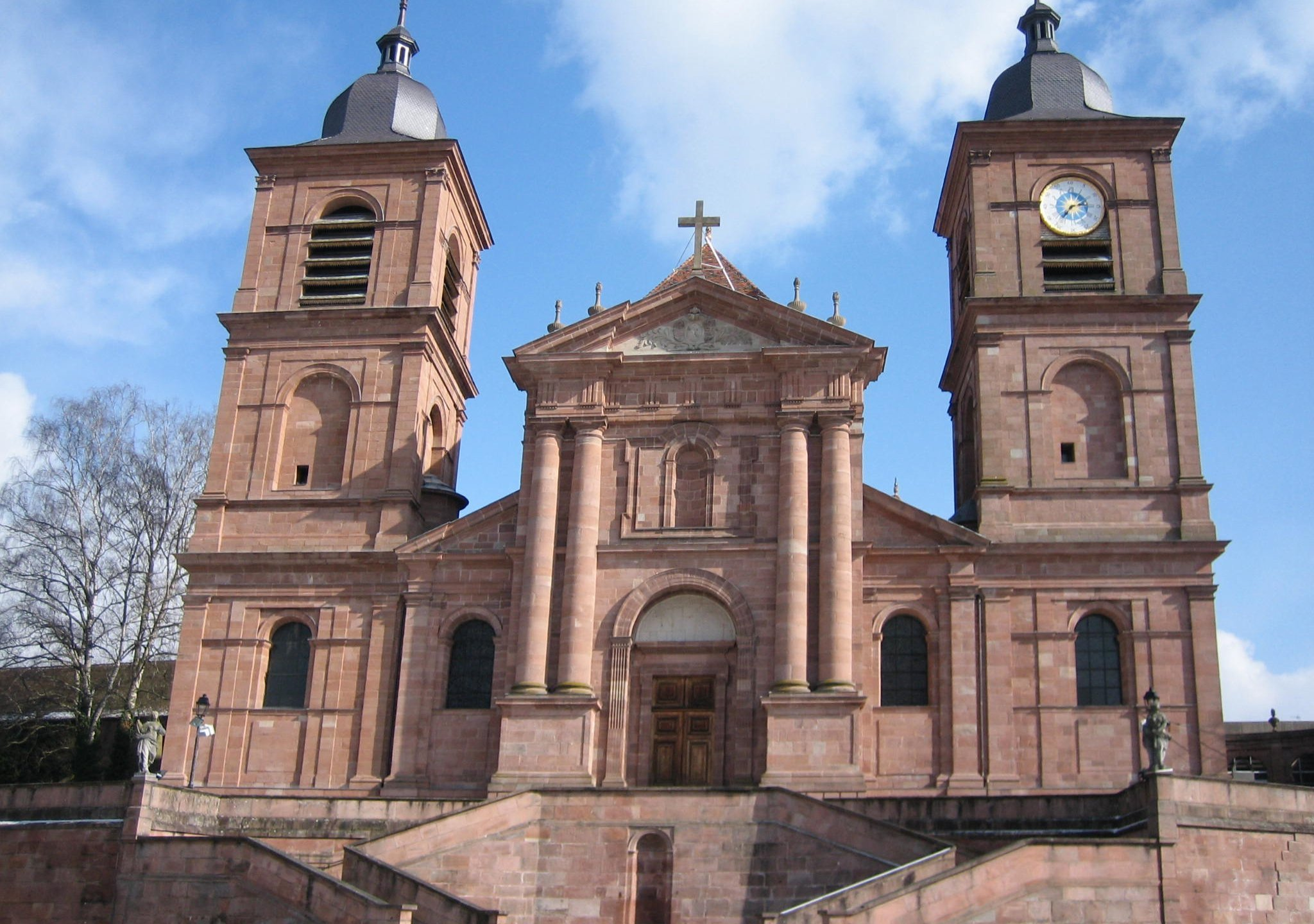
La cathédrale de Saint-Dié-des-Vosges, commune la plus importante de la circonscription

La deuxième circonscription des Vosges est représentée à l'Assemblée nationale par Gaëtan Dussausaye, député siégeant sur les bancs du groupe Rassemblement National.

## Description géographique et démographique

### De 1958 à 1986
La deuxième circonscription des Vosges  était composée de :
- canton de Brouvelieures
- canton de Corcieux
- canton de Fraize
- canton de Provenchères-sur-Fave
- canton de Raon-l'Étape
- canton de Saint-Dié
- canton de Senones.

Source : Journal Officiel du 14-15 Octobre 1958.

### De 1988 à 2010
La deuxième circonscription des Vosges est délimitée par le découpage électoral de la loi no 86-1197 du 24 novembre 1986
, elle regroupe les divisions administratives suivantes : 
- canton de Brouvelieures
- canton de Bruyères
- canton de Corcieux
- canton de Fraize
- canton de Provenchères-sur-Fave
- canton de Raon-l'Étape
- canton de Saint-Dié-des-Vosges-Est
- canton de Saint-Dié-des-Vosges-Ouest
- canton de Senones.

| 1962                                                             | 1968    | 1975    | 1982   | 1990   | 1999   | 2006   |
| ---------------------------------------------------------------- | ------- | ------- | ------ | ------ | ------ | ------ |
| 95 789                                                           | 100 118 | 100 688 | 99 023 | 97 362 | 97 691 | 99 090 |
| Nombre retenu à partir de 1962 : Population sans doubles comptes |         |         |        |        |        |        |

## Historique des députations
| Législature | Début de mandat | Fin de mandat  | Député                       | Parti politique | Observations |
| ----------- | --------------- | -------------- | ---------------------------- | --------------- | --- |
| Ire         | 9 décembre 1958 | 9 octobre 1962 | Maurice Lemaire              | UNR             | Mandat écourté à la suite d'une dissolution parlementaire décidée par Charles de Gaulle.                                                                       |
| IIe         | 6 décembre 1962 | 2 avril 1967   | Maurice Lemaire              | UNR-UDT         | |
| IIIe        | 3 avril 1967    | 30 mai 1968    | Maurice Lemaire              | UD-Ve           | Mandat écourté à la suite d'une dissolution parlementaire décidée par Charles de Gaulle.                                                                       |
| IVe         | 11 juillet 1968 | 1er avril 1973 | Maurice Lemaire              | UDR             | |
| Ve          | 2 avril 1973    | 2 avril 1978   | Maurice Lemaire              | UDR             | |
| VIe         | 3 avril 1978    | 22 mai 1981    | Christian Pierret            | SOC             | Mandat écourté à la suite d'une dissolution parlementaire décidée par François Mitterrand.                                                                     |
| VIIe        | 2 juillet 1981  | 1er avril 1986 | Christian Pierret            | SOC             | |
| VIIIe       | 2 avril 1986    | 14 mai 1988    | Scrutin à la proportionnelle |                 | Proportionnelle par département, pas de député par circonscription. Mandat écourté à la suite d'une dissolution parlementaire décidée par François Mitterrand. |
| IXe         | 23 juin 1988    | 1er avril 1993 | Christian Pierret            | SOC             | |
| Xe          | 2 avril 1993    | 21 avril 1997  | Gérard Cherpion              | UPF             | Mandat écourté à la suite d'une dissolution parlementaire décidée par Jacques Chirac.                                                                          |
| XIe         | 12 juin 1997    | 18 juin 2002   | Claude Jacquot               | SOC             | |
| XIIe        | 19 juin 2002    | 19 juin 2007   | Gérard Cherpion              | UMP             | |
| XIIIe       | 20 juin 2007    | 19 juin 2012   | Gérard Cherpion              | UMP             | |
| XIVe        | 20 juin 2012    | 20 juin 2017   | Gérard Cherpion              | UMP             | |
| XVe         | 21 juin 2017    | 21 juin 2022   | Gérard Cherpion              | LR              | |
| XVIe        | 22 juin 2022    | 9 juin 2024    | David Valence                | PRV             | Maire de Saint-Dié-des-Vosges Mandat écourté à la suite d'une dissolution parlementaire décidée par Emmanuel Macron.                                           |
| XVIIe       | 8 juillet 2024  | En cours       | Gaëtan Dussausaye            | RN              | |

## Résultats des élections législatives

### Élections de 1958
| Candidat       | Candidat            | Parti          | Premier tour | Premier tour | Second tour | Second tour |  |
| Candidat       | Candidat            | Parti          | Voix         | %            | Voix        | %           |  |
| -------------- | ------------------- | -------------- | ------------ | ------------ | ----------- | ----------- |  |
|                | Maurice Lemaire élu | UNR            | 18 059       | 45,4         | 18 468      | 45,9        |  |
|                | Jean Poirot         | Modérés        | 10 777       | 27,1         | 13 661      | 33,95       |  |
|                | Robert Chambeiron   | PCF            | 8 178        | 20,56        | 8 107       | 20,15       |  |
|                | Bernard Renouard    | SFIO           | 2 760        | 6,94         | Retrait     | Retrait     |  |
|                |                     |                |              |              |             |             |  |
| Inscrits       | Inscrits            | Inscrits       | 53 592       | 100,00       | 53 471      | 100,00      |  |
| Abstentions    | Abstentions         | Abstentions    | 12 627       | 23,56        | 12 522      | 23,42       |  |
| Votants        | Votants             | Votants        | 40 965       | 76,44        | 40 949      | 76,58       |  |
| Blancs et nuls | Blancs et nuls      | Blancs et nuls | 1 191        | 2,91         | 713         | 1,74        |  |
| Exprimés       | Exprimés            | Exprimés       | 39 774       | 97,09        | 40 236      | 98,26       |  |

Le suppléant de Maurice Lemaire était Jean Mansuy, maire de Saint-Dié.

### Élections de 1962
|                | Maurice Lemaire sortant réélu | UNR-UDT        | 21 994 | 62,22  |  |  |  |
|                | Robert Chambeiron             | PCF            | 6 910  | 19,55  |  |  |  |
|                | Jean Poirot                   | Modérés        | 5 135  | 14,53  |  |  |  |
|                | Pierre Colin                  | SFIO           | 1 312  | 3,71   |  |  |  |
|                |                               |                |        |        |  |  |  |
| Inscrits       | Inscrits                      | Inscrits       | 53 289 | 100,00 |  |  |  |
| Abstentions    | Abstentions                   | Abstentions    | 16 771 | 31,47  |  |  |  |
| Votants        | Votants                       | Votants        | 36 518 | 68,53  |  |  |  |
| Blancs et nuls | Blancs et nuls                | Blancs et nuls | 1 167  | 3,2    |  |  |  |
| Exprimés       | Exprimés                      | Exprimés       | 35 351 | 96,8   |  |  |  |

Le suppléant de Maurice Lemaire était Jean Mansuy.

### Élections de 1967
| Candidat       | Candidat                      | Parti          | Premier tour | Premier tour | Second tour | Second tour |  |
| Candidat       | Candidat                      | Parti          | Voix         | %            | Voix        | %           |  |
| -------------- | ----------------------------- | -------------- | ------------ | ------------ | ----------- | ----------- |  |
|                | Maurice Lemaire sortant réélu | UD-Ve          | 18 620       | 46,33        | 20 927      | 51,33       |  |
|                | Pierre Noël                   | PSU            | 11 235       | 27,95        | 19 845      | 48,67       |  |
|                | Robert Chambeiron             | PCF            | 7 370        | 18,34        | Retrait     | Retrait     |  |
|                | Camille Laugel                | CD (PDM)       | 2 967        | 7,38         |             |             |  |
|                |                               |                |              |              |             |             |  |
| Inscrits       | Inscrits                      | Inscrits       | 52 206       | 100,00       | 52 200      | 100,00      |  |
| Abstentions    | Abstentions                   | Abstentions    | 10 908       | 20,89        | 10 476      | 20,07       |  |
| Votants        | Votants                       | Votants        | 41 298       | 79,11        | 41 724      | 79,93       |  |
| Blancs et nuls | Blancs et nuls                | Blancs et nuls | 1 106        | 2,68         | 952         | 2,28        |  |
| Exprimés       | Exprimés                      | Exprimés       | 40 192       | 97,32        | 40 772      | 97,72       |  |

Le suppléant de Maurice Lemaire était André Vaucourt, conseiller municipal de Saulcy-sur-Meurthe.

### Élections de 1968
|                | Maurice Lemaire sortant réélu | UDR (URP)      | 21 580 | 53,78  |  |  |  |
|                | Pierre Noël                   | PSU            | 11 453 | 28,54  |  |  |  |
|                | Daniel Masson                 | PCF            | 4 543  | 11,32  |  |  |  |
|                | Robert Loideau                | CD (PDM)       | 2 550  | 6,35   |  |  |  |
|                |                               |                |        |        |  |  |  |
| Inscrits       | Inscrits                      | Inscrits       | 52 098 | 100,00 |  |  |  |
| Abstentions    | Abstentions                   | Abstentions    | 10 990 | 21,09  |  |  |  |
| Votants        | Votants                       | Votants        | 41 108 | 78,91  |  |  |  |
| Blancs et nuls | Blancs et nuls                | Blancs et nuls | 982    | 2,39   |  |  |  |
| Exprimés       | Exprimés                      | Exprimés       | 40 126 | 97,61  |  |  |  |

Le suppléant de Maurice Lemaire était André Vaucourt.

### Élections de 1973
| Candidat       | Candidat                      | Parti          | Premier tour | Premier tour | Second tour | Second tour |  |
| Candidat       | Candidat                      | Parti          | Voix         | %            | Voix        | %           |  |
| -------------- | ----------------------------- | -------------- | ------------ | ------------ | ----------- | ----------- |  |
|                | Maurice Lemaire sortant réélu | UDR (URP)      | 19 548       | 47,1         | 21 871      | 50,71       |  |
|                | Pierre Noël                   | PS (UGSD)      | 15 102       | 36,39        | 21 259      | 49,29       |  |
|                | Daniel Masson                 | PCF            | 6 851        | 16,51        | Retrait     | Retrait     |  |
|                |                               |                |              |              |             |             |  |
| Inscrits       | Inscrits                      | Inscrits       | 53 523       | 100,00       | 53 498      | 100,00      |  |
| Abstentions    | Abstentions                   | Abstentions    | 10 108       | 18,89        | 9 245       | 17,28       |  |
| Votants        | Votants                       | Votants        | 43 415       | 81,11        | 44 253      | 82,72       |  |
| Blancs et nuls | Blancs et nuls                | Blancs et nuls | 1 914        | 4,41         | 1 123       | 2,54        |  |
| Exprimés       | Exprimés                      | Exprimés       | 41 501       | 95,59        | 43 130      | 97,46       |  |

Le suppléant de Maurice Lemaire était Jean-François Saglio, ingénieur en chef des Mines, Directeur au Ministère de l'Environnement.

### Élections de 1978
| Candidat       | Candidat               | Parti             | Premier tour | Premier tour | Second tour | Second tour |  |
| Candidat       | Candidat               | Parti             | Voix         | %            | Voix        | %           |  |
| -------------- | ---------------------- | ----------------- | ------------ | ------------ | ----------- | ----------- |  |
|                | Lionel Stoléru         | UDF (PR)          | 13 548       | 28,23        | 24 336      | 48,41       |  |
|                | Christian Pierret élu  | PS                | 13 423       | 27,97        | 25 934      | 51,59       |  |
|                | Roger Souchal          | RPR               | 9 641        | 20,09        | Retrait     | Retrait     |  |
|                | Christian Staphe       | PCF               | 8 045        | 16,76        | Retrait     | Retrait     |  |
|                | Léone Desmet           | MRG               | 970          | 2,02         |             |             |  |
|                | Patrice André          | LO                | 886          | 1,85         |             |             |  |
|                | Michel Collardé        | PSU (FA)          | 792          | 1,65         |             |             |  |
|                | G. Henry               | Divers écologiste | 691          | 1,44         |             |             |  |
|                | Alexandre Alessandrini | FN                | 1            | 0            |             |             |  |
|                |                        |                   |              |              |             |             |  |
| Inscrits       | Inscrits               | Inscrits          | 59 581       | 100,00       | 59 572      | 100,00      |  |
| Abstentions    | Abstentions            | Abstentions       | 10 103       | 16,96        | 8 215       | 13,79       |  |
| Votants        | Votants                | Votants           | 49 478       | 83,04        | 51 357      | 86,21       |  |
| Blancs et nuls | Blancs et nuls         | Blancs et nuls    | 1 481        | 2,99         | 1 087       | 2,12        |  |
| Exprimés       | Exprimés               | Exprimés          | 47 997       | 97,01        | 50 270      | 97,88       |  |

Le suppléant de Christian Pierret était Pierre Noël, conseiller général de Saint-Dié.

### Élections de 1981
|                | Christian Pierret sortant réélu | PS             | 22 900 | 53,58  |  |  |  |
|                | Lionel Stoléru                  | UDF (PR)       | 16 236 | 37,98  |  |  |  |
|                | Christian Staphe                | PCF            | 3 611  | 8,45   |  |  |  |
|                |                                 |                |        |        |  |  |  |
| Inscrits       | Inscrits                        | Inscrits       | 60 190 | 100,00 |  |  |  |
| Abstentions    | Abstentions                     | Abstentions    | 16 396 | 27,24  |  |  |  |
| Votants        | Votants                         | Votants        | 43 794 | 72,76  |  |  |  |
| Blancs et nuls | Blancs et nuls                  | Blancs et nuls | 1 047  | 2,39   |  |  |  |
| Exprimés       | Exprimés                        | Exprimés       | 42 747 | 97,61  |  |  |  |

Le suppléant de Christian Pierret était Pierre Noël.

### Élections de 1988
|                | Christian Pierret sortant réélu | PS             | 23 416 | 51,67  |  |  |  |
|                | Jean-Pierre Thomas              | UDF (PR) (URC) | 15 123 | 33,37  |  |  |  |
|                | Franck Dal Magro                | FN             | 3 563  | 7,86   |  |  |  |
|                | Christian Staphe                | PCF            | 3 217  | 7,1    |  |  |  |
|                |                                 |                |        |        |  |  |  |
| Inscrits       | Inscrits                        | Inscrits       | 71 115 | 100,00 |  |  |  |
| Abstentions    | Abstentions                     | Abstentions    | 24 098 | 33,89  |  |  |  |
| Votants        | Votants                         | Votants        | 47 017 | 66,11  |  |  |  |
| Blancs et nuls | Blancs et nuls                  | Blancs et nuls | 1 698  | 3,61   |  |  |  |
| Exprimés       | Exprimés                        | Exprimés       | 45 319 | 96,39  |  |  |  |

Le suppléant de Christian Pierret était Michel Humbert, conseiller régional, conseiller général, maire de Raon-l'Étape.

### Élections de 1993
| Candidat       | Candidat                  | Parti                      | Premier tour | Premier tour | Second tour | Second tour |  |
| Candidat       | Candidat                  | Parti                      | Voix         | %            | Voix        | %           |  |
| -------------- | ------------------------- | -------------------------- | ------------ | ------------ | ----------- | ----------- |  |
|                | Gérard Cherpion élu       | app. RPR                   | 17 198       | 36,99        | 25 050      | 50,41       |  |
|                | Christian Pierret sortant | PS (ADFP)                  | 15 478       | 33,29        | 24 639      | 49,59       |  |
|                | Suzette Cassin            | FN                         | 4 410        | 9,48         |             |             |  |
|                | Christian Staphe          | PCF                        | 2 533        | 5,45         |             |             |  |
|                | Jean-Paul Deltour         | GÉ (EÉ)                    | 2 400        | 5,16         |             |             |  |
|                | Patrick Claude            | Divers                     | 1 904        | 4,09         |             |             |  |
|                | Fabienne Féry             | Divers écologiste          | 1 043        | 2,24         |             |             |  |
|                | Roger Fréchin             | Divers droite              | 874          | 1,88         |             |             |  |
|                | Marc Parmentelot          | Divers gauche (Maj. prés.) | 656          | 1,41         |             |             |  |
|                | Nathalie Clair            | Divers                     | 0            | 0            |             |             |  |
|                |                           |                            |              |              |             |             |  |
| Inscrits       | Inscrits                  | Inscrits                   | 71 686       | 100,00       | 71 688      | 100,00      |  |
| Abstentions    | Abstentions               | Abstentions                | 22 062       | 30,78        | 18 910      | 26,38       |  |
| Votants        | Votants                   | Votants                    | 49 624       | 69,22        | 52 778      | 73,62       |  |
| Blancs et nuls | Blancs et nuls            | Blancs et nuls             | 3 128        | 6,3          | 3 089       | 5,85        |  |
| Exprimés       | Exprimés                  | Exprimés                   | 46 496       | 93,7         | 49 689      | 94,15       |  |

Le suppléant de Gérard Cherpion était Roland Bedel, conseiller général du canton de Saint-Dié-des-Vosges-Est, maire de Sainte-Marguerite.

### Élections de 1997
| Candidat       | Candidat                | Parti               | Premier tour | Premier tour | Second tour | Second tour |  |
| Candidat       | Candidat                | Parti               | Voix         | %            | Voix        | %           |  |
| -------------- | ----------------------- | ------------------- | ------------ | ------------ | ----------- | ----------- |  |
|                | Christian Pierret élu   | PS (PRS, Les Verts) | 19 146       | 40,91        | 28 574      | 58,38       |  |
|                | Gérard Cherpion sortant | app. RPR            | 13 606       | 29,07        | 20 374      | 41,62       |  |
|                | Suzette Cassin          | FN                  | 6 998        | 14,95        |             |             |  |
|                | Christian Staphe        | PCF                 | 2 709        | 5,79         |             |             |  |
|                | Dominique Marin         | Divers              | 1 792        | 3,83         |             |             |  |
|                | Bernard Goepfert        | MÉI                 | 915          | 1,96         |             |             |  |
|                | Denis Lachaux           | LDI (CNIP)          | 796          | 1,7          |             |             |  |
|                | Jean-Luc Berruet        | Divers écologiste   | 354          | 0,76         |             |             |  |
|                | Frédéric Antonot        | Divers droite       | 281          | 0,6          |             |             |  |
|                | Christophe Roussel      | PLN                 | 203          | 0,43         |             |             |  |
|                |                         |                     |              |              |             |             |  |
| Inscrits       | Inscrits                | Inscrits            | 71 045       | 100,00       | 71 036      | 100,00      |  |
| Abstentions    | Abstentions             | Abstentions         | 21 347       | 30,05        | 18 498      | 26,04       |  |
| Votants        | Votants                 | Votants             | 49 698       | 69,95        | 52 538      | 73,96       |  |
| Blancs et nuls | Blancs et nuls          | Blancs et nuls      | 2 898        | 5,83         | 3 590       | 6,83        |  |
| Exprimés       | Exprimés                | Exprimés            | 46 800       | 94,17        | 48 948      | 93,17       |  |

Le suppléant de Christian Pierret était Claude Jacquot, enseignant, maire de Fraize. Claude Jacquot remplaça Christian Pierret, nommé membre du Gouvernement, du 5 juillet 1997 au 18 juin 2002.

### Élections de 2002
| Candidat       | Candidat               | Parti            | Premier tour | Premier tour | Second tour | Second tour |  |
| Candidat       | Candidat               | Parti            | Voix         | %            | Voix        | %           |  |
| -------------- | ---------------------- | ---------------- | ------------ | ------------ | ----------- | ----------- |  |
|                | Gérard Cherpion élu    | UMP              | 16 699       | 38,64        | 21 538      | 52,53       |  |
|                | Claude Jacquot sortant | PS               | 13 390       | 30,98        | 19 460      | 47,47       |  |
|                | Georg Kuhn             | FN               | 6 221        | 14,39        |             |             |  |
|                | Marc Parmentelot       | UDF              | 1 777        | 4,11         |             |             |  |
|                | Françoise George       | PCF              | 1 160        | 2,68         |             |             |  |
|                | Jacques Balu           | LO               | 629          | 1,46         |             |             |  |
|                | Rokhaya Daba N'Diaye   | LCR              | 591          | 1,37         |             |             |  |
|                | Nicolas Jacquot        | PT               | 497          | 1,15         |             |             |  |
|                | Jérôme Pierre          | CPNT             | 428          | 0,99         |             |             |  |
|                | Armel Capitaine        | MÉI              | 389          | 0,9          |             |             |  |
|                | Gilles Fèvre           | MNR              | 384          | 0,89         |             |             |  |
|                | Nadine Eblé            | GÉ               | 315          | 0,73         |             |             |  |
|                | Michel Pierron         | Divers           | 296          | 0,68         |             |             |  |
|                | Jean-Paul Lahaye       | ÉD               | 262          | 0,61         |             |             |  |
|                | Jean-Luc Berruet       | Pôle républicain | 180          | 0,42         |             |             |  |
|                |                        |                  |              |              |             |             |  |
| Inscrits       | Inscrits               | Inscrits         | 73 371       | 100,00       | 73 380      | 100,00      |  |
| Abstentions    | Abstentions            | Abstentions      | 28 612       | 39           | 29 267      | 39,88       |  |
| Votants        | Votants                | Votants          | 44 759       | 61           | 44 113      | 60,12       |  |
| Blancs et nuls | Blancs et nuls         | Blancs et nuls   | 1 541        | 3,44         | 3 115       | 7,06        |  |
| Exprimés       | Exprimés               | Exprimés         | 43 218       | 96,56        | 40 998      | 92,94       |  |

Le suppléant de Gérard Cherpion était Roland Bédel, maire de Sainte-Marguerite.

### Élections de 2007
| Candidat       | Candidat                      | Parti          | Premier tour | Premier tour | Second tour | Second tour |  |
| Candidat       | Candidat                      | Parti          | Voix         | %            | Voix        | %           |  |
| -------------- | ----------------------------- | -------------- | ------------ | ------------ | ----------- | ----------- |  |
|                | Gérard Cherpion sortant réélu | UMP            | 18 471       | 43,93        | 22 688      | 55          |  |
|                | Christian Pierret             | PS             | 12 090       | 28,75        | 18 566      | 45          |  |
|                | Chantal Odile                 | FN             | 3 221        | 7,66         |             |             |  |
|                | Pascal Thomas                 | UDF–MoDem      | 3 187        | 7,58         |             |             |  |
|                | Sandra Blaise                 | PCF            | 1 403        | 3,34         |             |             |  |
|                | Catherine Calais              | LCR            | 1 241        | 2,95         |             |             |  |
|                | Catherine Bitterlin           | MÉI            | 1 110        | 2,64         |             |             |  |
|                | Jacques Balu                  | LO             | 559          | 1,33         |             |             |  |
|                | Michel Mangin                 | Divers         | 428          | 1,02         |             |             |  |
|                | Pascal Davion                 | MNR            | 340          | 0,81         |             |             |  |
|                |                               |                |              |              |             |             |  |
| Inscrits       | Inscrits                      | Inscrits       | 75 672       | 100,00       | 75 670      | 100,00      |  |
| Abstentions    | Abstentions                   | Abstentions    | 32 392       | 42,81        | 32 079      | 42,39       |  |
| Votants        | Votants                       | Votants        | 43 280       | 57,19        | 43 591      | 57,61       |  |
| Blancs et nuls | Blancs et nuls                | Blancs et nuls | 1 230        | 2,84         | 2 337       | 5,36        |  |
| Exprimés       | Exprimés                      | Exprimés       | 42 050       | 97,16        | 41 254      | 94,64       |  |

### Élections de 2012
| Candidat       | Candidat                      | Parti          | Premier tour | Premier tour | Second tour | Second tour |  |
| Candidat       | Candidat                      | Parti          | Voix         | %            | Voix        | %           |  |
| -------------- | ----------------------------- | -------------- | ------------ | ------------ | ----------- | ----------- |  |
|                | Jack Lang sortant             | PS             | 16 515       | 37,50        | 21 480      | 49,11       |  |
|                | Gérard Cherpion sortant réélu | UMP (NC)       | 15 567       | 35,35        | 22 257      | 50,89       |  |
|                | Jean-François Jalkh           | FN             | 7 679        | 17,44        |             |             |  |
|                | Sandra Blaise                 | FG (PCF)       | 1 780        | 4,04         |             |             |  |
|                | Fabien Niezgoda               | MÉI (EÉLV)     | 871          | 1,98         |             |             |  |
|                | Jessica Henriot               | MoDem          | 725          | 1,65         |             |             |  |
|                | Emmanuel Thiébaut             | AÉI            | 437          | 0,99         |             |             |  |
|                | Jacques Balu                  | LO             | 273          | 0,62         |             |             |  |
|                | France Ballet                 | NPA            | 191          | 0,43         |             |             |  |
|                |                               |                |              |              |             |             |  |
| Inscrits       | Inscrits                      | Inscrits       | 74 268       | 100,00       | 74 263      | 100,00      |  |
| Abstentions    | Abstentions                   | Abstentions    | 29 349       | 39,52        | 28 555      | 38,45       |  |
| Votants        | Votants                       | Votants        | 44 919       | 60,48        | 45 708      | 61,55       |  |
| Blancs et nuls | Blancs et nuls                | Blancs et nuls | 881          | 1,96         | 1 971       | 4,31        |  |
| Exprimés       | Exprimés                      | Exprimés       | 44 038       | 98,04        | 43 737      | 95,69       |  |

### Élections de 2017
|                                                                         |                                                    |                           |                           |                          |                          |
|                                                                         |                                                    | Premier tour 11 juin 2017 | Premier tour 11 juin 2017 | Second tour 18 juin 2017 | Second tour 18 juin 2017 |
|                                                                         |                                                    |                           |                           |                          |                          |
|                                                                         |                                                    | Nombre                    | % des inscrits            | Nombre                   | % des inscrits           |
| Inscrits                                                                | Inscrits                                           | 73 260                    | 100,00                    | 73 261                   | 100,00                   |
| Abstentions                                                             | Abstentions                                        | 37 679                    | 51,43                     | 41 433                   | 56,56                    |
| Votants                                                                 | Votants                                            | 35 581                    | 48,57                     | 31 828                   | 43,44                    |
|                                                                         |                                                    |                           | % des votants             |                          | % des votants            |
| Bulletins blancs                                                        | Bulletins blancs                                   | 650                       | 1,83                      | 2 470                    | 7,76                     |
| Bulletins nuls                                                          | Bulletins nuls                                     | 497                       | 1,40                      | 1 383                    | 4,35                     |
| Suffrages exprimés                                                      | Suffrages exprimés                                 | 34 434                    | 96,78                     | 27 975                   | 87,89                    |
|                                                                         |                                                    |                           |                           |                          |                          |
| Candidat Étiquette politique (parti et alliance)                        | Candidat Étiquette politique (parti et alliance)   | Voix                      | % des exprimés            | Voix                     | % des exprimés           |
|                                                                         |                                                    |                           |                           |                          |                          |
|                                                                         | Gérard Cherpion (député sortant) Les Républicains  | 10 044                    | 29,17                     | 15 501                   | 55,41                    |
|                                                                         | Christine Urbès La République en marche            | 9 716                     | 28,22                     | 12 474                   | 44,59                    |
|                                                                         | Isabelle Gérard Front national                     | 6 683                     | 19,41                     |                          |                          |
|                                                                         | Sylvain Calbrix La France insoumise                | 3 704                     | 10,76                     |                          |                          |
|                                                                         | Christine L'Heureux Europe Écologie Les Verts      | 1 606                     | 4,66                      |                          |                          |
|                                                                         | Sandra Blaise Parti communiste français            | 808                       | 2,35                      |                          |                          |
|                                                                         | Jérôme Guillot Parti animaliste                    | 615                       | 1,79                      |                          |                          |
|                                                                         | Jocelyne Rivat Debout la France                    | 451                       | 1,31                      |                          |                          |
|                                                                         | Franck Plain Lutte ouvrière                        | 301                       | 0,87                      |                          |                          |
|                                                                         | David Wentzel Union populaire républicaine         | 258                       | 0,75                      |                          |                          |
|                                                                         | Emmanuel Thiébaut Alliance écologiste indépendante | 248                       | 0,72                      |                          |                          |
| Source : Ministère de l'Intérieur - Deuxième circonscription des Vosges |                                                    |                           |                           |                          |                          |

### Élections de 2022
Les élections législatives françaises de 2022 se déroulent les dimanches 12 et 19 juin 2022.
|                                                                         |                                                                                       |                           |                           |                          |                          |
|                                                                         |                                                                                       | Premier tour 12 juin 2022 | Premier tour 12 juin 2022 | Second tour 19 juin 2022 | Second tour 19 juin 2022 |
|                                                                         |                                                                                       |                           |                           |                          |                          |
|                                                                         |                                                                                       | Nombre                    | % des inscrits            | Nombre                   | % des inscrits           |
| Inscrits                                                                | Inscrits                                                                              | 72 545                    | 100                       | 72 550                   | 100                      |
| Abstentions                                                             | Abstentions                                                                           | 37 677                    | 51,94                     | 38 586                   | 53,19                    |
| Votants                                                                 | Votants                                                                               | 34 868                    | 48,06                     | 33 964                   | 46,81                    |
|                                                                         |                                                                                       |                           | % des votants             |                          | % des votants            |
| Bulletins blancs                                                        | Bulletins blancs                                                                      | 646                       | 1,85                      | 1 871                    | 5,51                     |
| Bulletins nuls                                                          | Bulletins nuls                                                                        | 244                       | 0,70                      | 789                      | 2,32                     |
| Suffrages exprimés                                                      | Suffrages exprimés                                                                    | 33 978                    | 97,45                     | 31 304                   | 92,17                    |
|                                                                         |                                                                                       |                           |                           |                          |                          |
| Candidat Étiquette politique (parti et alliance)                        | Candidat Étiquette politique (parti et alliance)                                      | Voix                      | % des exprimés            | Voix                     | % des exprimés           |
|                                                                         |                                                                                       |                           |                           |                          |                          |
|                                                                         | David Valence Parti radical valoisien (Ensemble)                                      | 10 233                    | 30,12                     | 15 823                   | 50,55                    |
|                                                                         | Gaëtan Dussausaye Rassemblement national                                              | 9 762                     | 28,73                     | 15 481                   | 49,45                    |
|                                                                         | Charlotte Moreau La France insoumise (Nouvelle Union populaire écologique et sociale) | 6 061                     | 17,84                     |                          |                          |
|                                                                         | Caroline Privat-Mattioni Les Républicains (Union de la droite et du centre)           | 4 024                     | 11,84                     |                          |                          |
|                                                                         | Pierre-Jean Robinot Extrême droite (Debout la France, Reconquête, Les Patriotes)      | 1 573                     | 4,63                      |                          |                          |
|                                                                         | Emmanuel Thiébaut Parti lorrain                                                       | 745                       | 2,19                      |                          |                          |
|                                                                         | Sudarshan Jugowal Parti animaliste                                                    | 374                       | 1,10                      |                          |                          |
|                                                                         | Jeanne-Françoise Langlade Lutte ouvrière                                              | 353                       | 1,04                      |                          |                          |
|                                                                         | Jean-Luc Schaffhauser Extrême droite                                                  | 351                       | 1,03                      |                          |                          |
|                                                                         | Martine Canadas Le Mouvement de la ruralité                                           | 330                       | 0,97                      |                          |                          |
|                                                                         | Lionel Chambrot Décroissance Vosges                                                   | 171                       | 0,50                      |                          |                          |
|                                                                         | Elisa Moré Régions et Peuples solidaires                                              | 1                         | 0,00                      |                          |                          |
| Source : Ministère de l'Intérieur - Deuxième circonscription des Vosges |                                                                                       |                           |                           |                          |                          |

### Élections de 2024
| Candidat                 | Candidat                  | Parti et coalition       | Nuance                   | Premier tour | Premier tour | Second tour | Second tour |
| Candidat                 | Candidat                  | Parti et coalition       | Nuance                   | Voix         | %            | Voix        | %           |
| ------------------------ | ------------------------- | ------------------------ | ------------------------ | ------------ | ------------ | ----------- | ----------- |
|                          | Gaëtan Dussausaye         | RN                       | RN                       | 22 788       | 48,16        | 25 048      | 52,77       |
|                          | David Valence             | Parti radical (ENS)      | ENS                      | 14 592       | 30,84        | 22 422      | 47,23       |
|                          | Julie Xicola              | LFI (NFP)                | UG                       | 7 312        | 15,45        |             |             |
|                          | Emma Gateau               | LR                       | LR                       | 1 202        | 2,54         |             |             |
|                          | Emmanuel Thiébaut         | PL                       | DVC                      | 925          | 1,95         |             |             |
|                          | Jeanne-Françoise Langlade | LO                       | EXG                      | 486          | 1,03         |             |             |
|                          | Lionel Chambrot           | P&D                      | ECO                      | 10           | 0,02         |             |             |
|                          |                           |                          |                          |              |              |             |             |
| Votes valides            | Votes valides             | Votes valides            | Votes valides            | 47 315       | 65,81        | 47 470      | 66,01       |
| Votes blancs             | Votes blancs              | Votes blancs             | Votes blancs             | 850          | 1,18         | 1 494       | 2,08        |
| Votes nuls               | Votes nuls                | Votes nuls               | Votes nuls               | 458          | 0,64         | 664         | 0,92        |
| Total                    | Total                     | Total                    | Total                    | 48 623       | 67,63        | 49 628      | 69,01       |
| Abstention               | Abstention                | Abstention               | Abstention               | 23 273       | 32,37        | 22 282      | 30,99       |
| Inscrits / participation | Inscrits / participation  | Inscrits / participation | Inscrits / participation | 71 896       | 67,63        | 71 910      | 69,01       |